# 翅荚百脉根
翅荚百脉根（学名：Lotus tetragonolobus），为豆科百脉根属下的一个植物种。